# Viroconium
Viroconium Cornoviorum, ou simplement Viroconium, est une cité romaine dans l'actuelle Angleterre, dont une partie est maintenant occupée par le petit village de Wroxeter (prononcer « rock-sitter ») dans le comté de Shropshire, sur la rive est de la rivière Severn, à 8 kilomètres à l’est-sud-est de Shrewsbury.

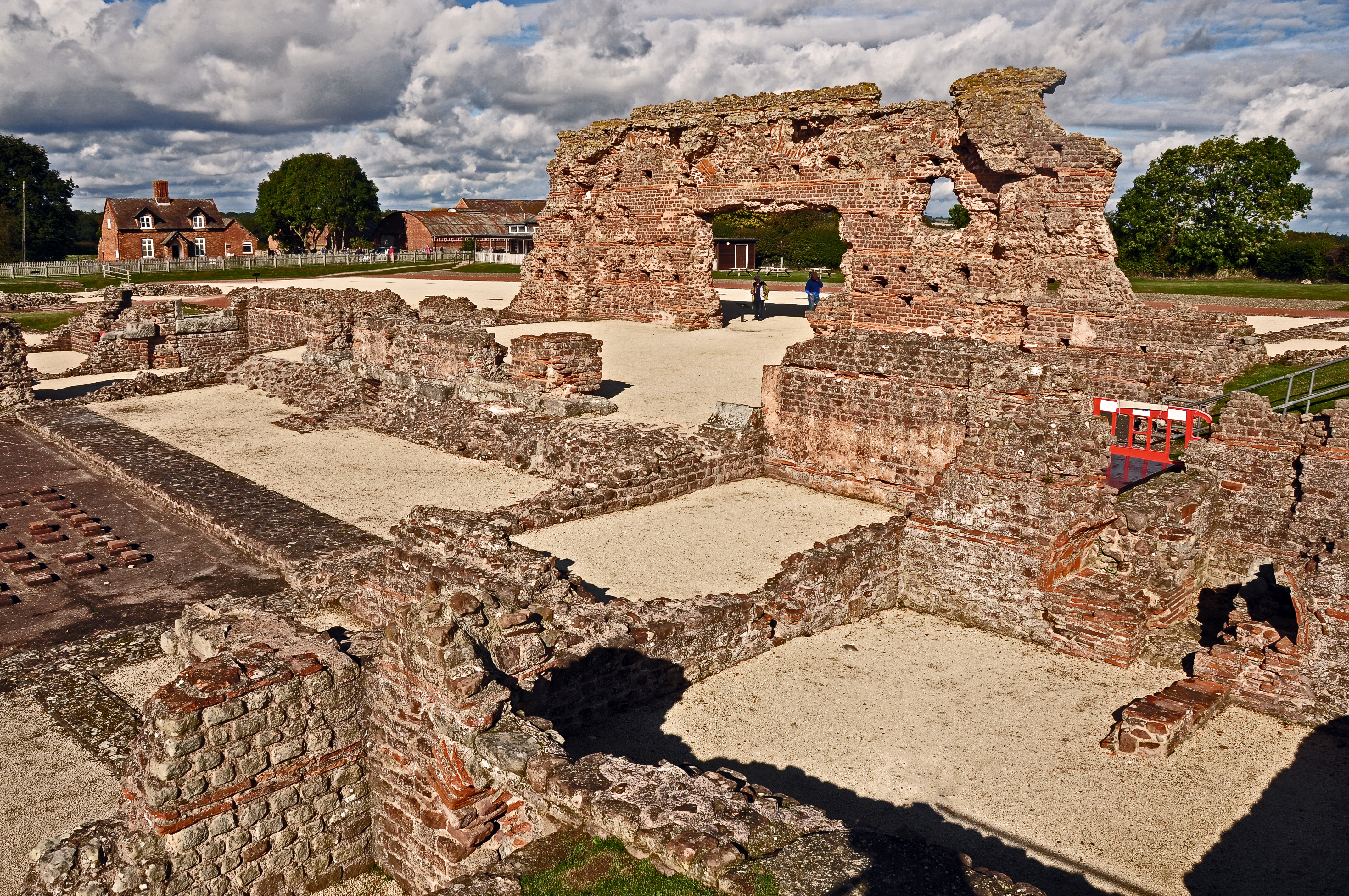
Vestiges des thermes de Viroconium Cornoviorum, à Wroxeter.

Viroconium était, par son importance, la quatrième cité de la Bretagne romaine. Elle était desservie par la section principale de la voie romaine « Watling Street », qui menait de Douvres à Viroconium.

## Le nom
Selon Rivet et Smith, le premier élément viro peut signifier soit « vrai » soit « homme ». Le sens du second élément conium est inconnu, mais semble faire référence à quelque caractéristique géographique telle que lac ou forêt. Jackson suggère que le nom est la forme latine du breton Uriconon qui aurait désigné un fort sur la colline avoisinante nommée « the Wrekin ». Le suffixe Cornoviorum signifie « des Cornovii », tribu locale.
Pour Xavier Delamarre, Le nom est à interpréter comme signifiant « le domaine de *Virocű », *Viro-cű étant « l'Homme-Loup ».

## La ville romaine
Viroconium fut fondé aux alentours de 58. C’était une forteresse de légionnaires abritant la XIVe légion alors qu’elle avançait sur l’actuel Pays de Galles. Elle fut remplacée plus tard par la XXe légion jusqu’à son abandon aux alentours de 88. À cette époque, la colonie civile, qui s’est développée autour du fort, s'empare du site. Vers 130, elle s'étend jusqu’à couvrir une superficie de plus de 70 hectares. Viroconium est alors pourvu d’un ensemble impressionnant de bâtiments publics parmi lesquels des thermes et un forum orné de colonnades dédié à l’empereur Hadrien, comme en témoignent les restes d’une belle inscription. Des temples plus modestes et des boutiques ont aussi été mises au jour. On estime qu'à son apogée, Viroconium était, par son importance, la quatrième colonie romaine de la province de Bretagne, dont la population dépassait les 6 000 individus.

## La ville post-romaine
Bien que sur son déclin, la ville a continué, de façon inhabituelle, d’être occupée après le départ des Romains en 410. Un certain nombre de bâtiments en bois ont été érigés sur le site et aux alentours des anciens thermes, en particulier un important bâtiment muni d’ailes que l’on présente comme un centre administratif ou un palais. Comme dans le cas de beaucoup de localités en Grande-Bretagne, on a suggéré que la ville était le « Camelot » de la légende arthurienne. Elle pourrait également être la résidence de Vortigern, chef dont la famille était, dit-on, originaire de la région.

## Les vestiges

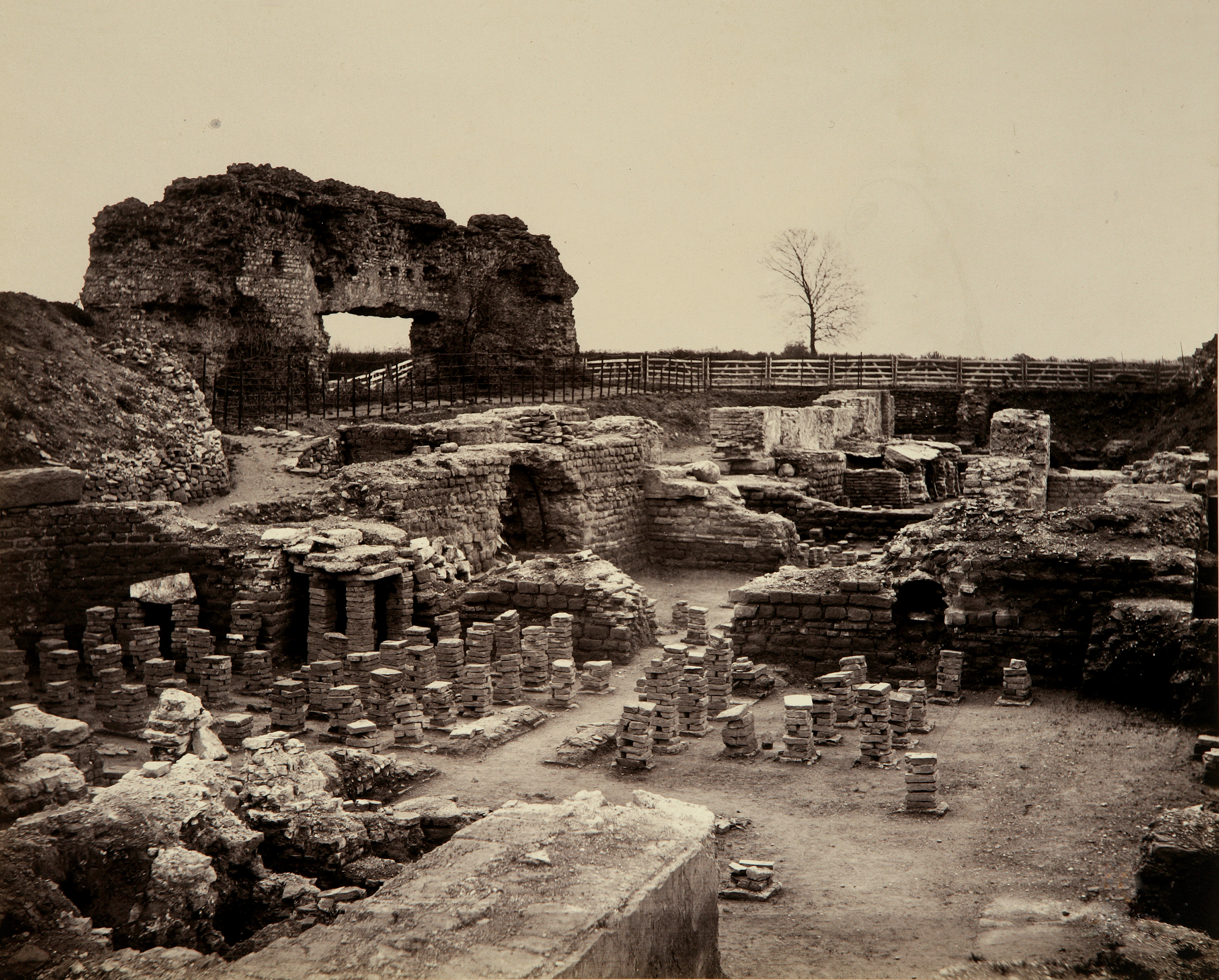
Fouilles des thermes, avant 1894.

D’impressionnants vestiges sont visibles et d’autres constructions ont été exhumées. Parmi eux se trouve « the Old Work », le « vieil édifice », qui est une arche du frigidarium. Ce complexe thermal est le vestige romain le plus important d’Angleterre. Le public peut visiter ces restes, ainsi qu’un petit musée, sous la responsabilité de l'English Heritage (organisme gouvernemental qui contrôle le patrimoine historique de l’Angleterre). Les objets les plus intéressants sont exposés à la Rowley’s House de Shrewsbury. La majeure partie de la ville n’a pas encore été exhumée, mais sa cartographie a été établie grâce à la géophysique archéologique et aux photos aériennes.

## Littérature
- Alfred Edward Housman fait référence à la ville, qu’il appelle « Uricon » dans son poème A Shropshire Lad[2].
- Wilfred Owen a été témoin des fouilles archéologiques en cours à Wroxeter et y fait référence dans "Uronconium - an Ode".
- Viroconium est une ville imaginaire que l’on rencontre dans les romans de science-fiction et de héroïque-fantaisie de John Harrison.